# 新庄集乡
新庄集乡，是中华人民共和国宁夏回族自治区吴忠市红寺堡区下辖的一个乡镇级行政单位。
2011年11月30日，宁夏回族自治区人民政府批复同意将南川乡更名为新庄集乡

## 行政区划
新庄集乡下辖以下地区：
沙草墩村、康庄村、白墩村、红阳村、中川村、东川村、杨柳村、南源村、洪沟滩村、新台村、柳树台村、向阳村、菊花台村和西源村。